# Александров, Анатолий Анатольевич
Анато́лий Анато́льевич Алекса́ндров (14 ноября 1934, Ленинград, СССР — 15 августа 1994) — советский и российский литературовед. Специалист по творчеству Даниила Хармса и обэриутов. В 1965 году стал первым после 1927 года публикатором «взрослых» произведений Хармса в СССР.

## Биография
Анатолий Александров родился 14 ноября 1934 года в Ленинграде.
Окончил историко-филологический факультет Ленинградского государственного педагогического института имени А. И. Герцена (ЛГПИ; 1953—1958).
После окончания университета, с августа 1958 года по август 1960 года, работал учителем в Джаны-Алышской средней школе в Киргизской ССР. С сентября 1960 года по октябрь 1962 года преподавал в Ленинградском техникуме железнодорожного транспорта.
С октября 1962 года по декабрь 1965 года учился в аспирантуре советского сектора Института русской литературы АН СССР под научным руководством В. А. Ковалёва. С января 1966 года по сентябрь 1970 года был руководителем отдела «Пушкин и современность» во Всесоюзном музее А. С. Пушкина.
В 1969 году защитил диссертацию на соискание учёной степени кандидата филологических наук на тему: «Русская советская поэма 30-х годов (типология жанра)».
С сентября 1970 года до сентября 1972 года преподавал в Высшей партийной школе, с октября 1972 года по октябрь 1973 года — в Ленинградском государственном институте культуры имени Н. К. Крупской. В декабре 1973 года начал работать ассистентом на кафедре русского языка Ленинградского электротехнического института связи имени профессора М. А. Бонч-Бруевича, где в 1978 года стал исполняющим обязанности доцента, в июне 1980 года доцентом и впоследствии возглавил кафедру.
Печататься начал в 1959 году; к 1983 году у Александрова было опубликовано свыше 70 работ.
Анатолий Александров — первый после 1927 года публикатор «взрослых» произведений Даниила Хармса в СССР. После публикации в 1965 году в сборнике «День поэзии» статьи «Два стихотворения Хармса» основной темой исследовательских работ Александрова стало литературное творчество Хармса и обэриутов. Подготовил к изданию (составление, подготовка текста, вступительные статьи, примечания) книги «детской» и «взрослой» поэзии и прозы Хармса — «Полёт в небеса» (1988) и «Тигр на улице» (1992), а также сборник произведений обэриутов «Ванна Архимеда» (1991).
В середине 1960-х годов сохранивший архив Хармса Яков Друскин привлёк Анатолия Александрова и Михаила Мейлаха к разбору архива. Научное изучение творчества Хармса началось в 1967 году с доклада Александрова и Мейлаха «Творчество Даниила Хармса» на XXII научной студенческой конференции в Тартуском университете.
Помимо Хармса и обэриутов Александров занимался рецензированием современного литературного процесса, советской прозой, поэтами русского авангарда 1920—1930-х годов. В 1987 году опубликовал книгу «Блок в Петербурге-Петрограде». Написал несколько учебно-методических пособий по русскому языку и литературе.
Умер 15 августа 1994 года.

### Семья
- Родители:
  - Отец — Анатолий Анатольевич Александров, инженер-технолог[1].
  - Мать — Надежда Иосифовна Массальская, домашняя хозяйка[1].
- Жена — Татьяна Георгиевна Александрова.

## Участие в творческих и общественных организациях
- Член Союза писателей СССР по секции критики (с 22 ноября 1988 года)[1]